# منتخب الجبل الأسود لكرة القدم
منتخب الجبل الأسود لكرة القدم (بالمونتينيغرية: Fudbalska reprezentacija Crne Gore, Фудбалска репрезентација Црне Горе) هو ممثل الجبل الأسود الرسمي في رياضة كرة القدم ويشرف عليه الاتحاد المونتينيغري لكرة القدم المتأسس عام 1931.